# Francis Tyler
Francis William Tyler (* 11. Dezember 1904 in Lake Placid, New York; † 11. April 1956 ebenda) war ein US-amerikanischer Bobpilot.
Von Beruf war Tyler zunächst Polizist, später arbeitete er als Versicherungsgutachter. Er nahm an den Olympischen Winterspielen 1936 in Garmisch-Partenkirchen teil, wo er im Viererbob den sechsten Platz belegte. 1941 siegte er bei den AAU-Meisterschaften im Viererbob; dies blieb sein einziger nationaler Titel. Bei den Olympischen Winterspielen 1948 gewann er die Viererbob-Goldmedaille.
Tyler machte Werbung für Camel-Zigaretten, weshalb er 1952 seinen Amateurstatus verlor und nicht mehr startberechtigt war. Er blieb jedoch als Trainer weiterhin dem Bobsport verbunden. Bei den Olympischen Winterspielen 1956 war er Teammanager, erkrankte aber an einer schweren Grippe und starb nur zwei Monate später an einem Herzinfarkt.
Sein jüngerer Bruder Arthur Tyler war ebenfalls Bobfahrer.